# Conan (TV-program)
Conan är en amerikansk talkshow med Conan O'Brien som programledare. Programmet sändes fyra dagar i veckan i elva säsonger mellan 2010 to 2021 i den amerikanska TV-kanalen TBS.
I januari 2010, efter att The Tonight Show med Conan O'Brien som ny programledare hade sänts i bara sju månader, planerade TV-nätverket NBC att flytta fram The Jay Leno Show till kl 23.35, samt korta ner programmet från en timme till en halvtimme. The Tonight Show, som direkt följde The Jay Leno Show i sändningsprogrammet, skulle därför också bli framflyttat från kl 23.35 till 0.05 efter midnatt. Detta ledde till stora protester från bland annat Conan O'Brien själv, och han erbjöds att antingen gå med på flytten eller lämna programmet och dess ägande TV-nätverk NBC. Conan O'Brien vägrade flytten, och hans kontrakt köptes upp för sammanlagt 45 miljoner dollar.
Några månader senare inledde Conan O'Brien komediturnén The Legally Prohibited from Being Funny on Television Tour, som till stor del var inspirerad av det stöd som Conan O'Brien hade fått på Internet under den tidigare konflikten. Under turnén meddelades att Conan O'Brien hade tecknat kontrakt med TBS. När programmet började sändas så flyttades Lopez Tonight i TBS fram en timme, så att Conan kunde sändes kl 23.00. George Lopez, programledare för Lopez Tonight, hade personligen ringt upp Conan O'Brien och erbjudit honom sin programtid för att locka honom till TBS.
Komikern och skådespelaren Andy Richter fortsatte sin roll som Conan O'Briens följeslagare och presentatör i programmet, och det tidigare husbandet fortsatte att medverka, dock under det nya namnet Jimmy Vivino and the Basic Cable Band, med bandets gitarrist Jimmy Vivino som ersättare för den tidigare ledaren och trumslagaren Max Weinberg. James Wormworth ersatte Max Weinberg som bandets trumslagare.
Conan sändes visades i 1510 avsnitt fördelat på 11 säsonger mellan  8 november 2010 och 24 juni 2021.